# Diskuskastning för damer i friidrott vid olympiska sommarspelen 2008
Damernas diskuskastning vid olympiska sommarspelen 2008 ägde rum 15 och 18 augusti i Pekings Nationalstadion. 

## Medaljörer
| Event          | Guld                        | Guld    | Silver               | Silver  | Brons                  | Brons   |
| Diskuskastning | Stephanie Brown Trafton USA | 64,74 m | Yarelis Barrios Kuba | 63,64 m | Olena Antonova Ukraina | 62,59 m |

## Kvalificering
Längder för att kvalificera sig till OS var 61,00 m (A-kvalgräns) och 59,00 m (B-kvalgräns).

## Rekord
Före tävlingarna gällde dessa rekord:
| Världsrekord     | Gabriele Reinsch | 76,80 m | Neubrandenburg, Östtyskland | 9 juli 1988       |
| Olympiskt rekord | Martina Hellmann | 72,30 m | Seoul, Sydkorea             | 29 september 1988 |

## Resultat

### Kval
| Placering | Grupp | Namn                      | Nationalitet   | #1    | #2    | #3    | Result | Noteringar |
| --------- | ----- | ------------------------- | -------------- | ----- | ----- | ----- | ------ | ---------- |
| 1         | A     | Stephanie Brown Trafton   | USA            | 57.78 | x     | 62.77 | 62.77  | Q          |
| 2         | B     | Nicoleta Grasu            | Rumänien       | 57.75 | 62.51 |       | 62.51  | Q          |
| 3         | A     | Iryna Jattjanka           | Belarus        | 62.26 |       |       | 62.26  | Q          |
| 4         | A     | Yarelis Barrios           | Kuba           | 62.23 |       |       | 62.23  | Q          |
| 5         | A     | Mélina Robert-Michon      | Frankrike      | x     | 55.18 | 62.21 | 62.21  | Q, SB      |
| 6         | B     | Aretha Thurmond           | USA            | 58.70 | 61.90 |       | 61.90  | Q          |
| 7         | A     | Dani Samuels              | Australien     | x     | x     | 61.72 | 61.72  | Q          |
| 8         | B     | Song Aimin                | Kina           | 59.89 | 61.31 | 61.67 | 61.67  | Q          |
| 9         | B     | Věra Pospíšilová-Cechlová | Tjeckien       | 61.61 |       |       | 61.61  | Q          |
| 10        | B     | Yanfeng Li                | Kina           | 60.99 | 61.29 | x     | 61.29  | q          |
| 11        | A     | Olena Antonova            | Ukraina        | 61.25 | 60.61 | 59.92 | 61.25  | q          |
| 12        | A     | Ellina Zvereva            | Belarus        | x     | 60.28 | 59.60 | 60.28  | q          |
| 13        | B     | Dragana Tomašević         | Serbien        | 55.59 | x     | 60.19 | 60.19  |            |
| 14        | A     | Natalia Semenova          | Ukraina        | x     | 60.18 | x     | 60.18  |            |
| 15        | B     | Yania Ferrales            | Kuba           | 59.87 | 58.73 | 59.85 | 59.87  |            |
| 16        | B     | Svetlana Sajkina          | Ryssland       | x     | x     | 59.48 | 59.48  |            |
| 17        | A     | Wioletta Potępa           | Polen          | 59.44 | 59.20 | 59.10 | 59.44  |            |
| 18        | A     | Joanna Wiśniewska         | Polen          | 59.40 | 58.08 | x     | 59.40  |            |
| 19        | A     | Elisângela Adriano        | Brasilien      | x     | x     | 58.84 | 58.84  |            |
| 20        | B     | Elizna Naudé              | Sydafrika      | 58.75 | 57.09 | 58.35 | 58.75  |            |
| 21        | A     | Katerjna Karsak           | Ukraina        | x     | 53.14 | 58.61 | 58.61  |            |
| 22        | A     | Vera Begić                | Kroatien       | 55.87 | 58.50 | x     | 58.50  |            |
| 23        | A     | Ma Xuejun                 | Kina           | 58.45 | x     | 56.84 | 58.45  |            |
| 24        | B     | Krishna Poonia            | Indien         | 57.31 | 58.23 | 58.15 | 58.23  |            |
| 25        | B     | Natalja Sadova            | Ryssland       | x     | 58.11 | 57.76 | 58.11  |            |
| 26        | A     | Suzy Powell-Roos          | USA            | 58.02 | x     | x     | 58.02  |            |
| 27        | A     | Philippa Roles            | Storbritannien | x     | 56.88 | 57.44 | 57.44  |            |
| 28        | B     | Beatrice Faumuina         | Nya Zeeland    | 57.15 | x     | 54.49 | 57.15  |            |
| 29        | B     | Hanna Mazgunova           | Belarus        | x     | x     | 56.77 | 56.77  |            |
| 30        | A     | Harwant Kaur              | Indien         | 56.38 | 56.38 | 56.42 | 56.42  |            |
| 31        | B     | Anna Söderberg            | Sverige        | x     | 55.28 | 53.48 | 55.28  |            |
| 32        | A     | Oxana Jesiptjuk           | Ryssland       | 54.91 | 54.34 | 55.07 | 55.07  |            |
| 33        | B     | Zinaida Sendriūtė         | Litauen        | 54.81 | 53.41 | 52.42 | 54.81  |            |
| 34        | B     | Venera Getova             | Bulgarien      | 52.51 | 54.00 | 52.40 | 54.00  |            |
| 35        | B     | Dorothea Kalpakidou       | Grekland       | x     | 53.00 | 51.61 | 53.00  |            |
| 36        | B     | Barbara Rocio Comba       | Argentina      | x     | x     | 51.36 | 51.36  |            |
| 37        | A     | Tereapii Tapoki           | Cooköarna      | 46.77 | 44.11 | 48.35 | 48.35  |            |
| 99        | B     | Żaneta Glanc              | Polen          | x     | x     | x     | NM     |            |

### Final
| Placering | Idrottare                 | Nationalitet | 1st   | 2nd   | 3rd   | 4th   | 5th   | 6th   | Resultat | Noteringar |
| --------- | ------------------------- | ------------ | ----- | ----- | ----- | ----- | ----- | ----- | -------- | ---------- |
| 1         | Stephanie Brown Trafton   | USA          | 64.74 | x     | x     | 58.39 | 61.30 | x     | 64.74    |            |
| 2         | Yarelis Barrios           | Kuba         | 63.17 | 63.64 | 62.22 | 62.12 | x     | 60.30 | 63.64    |            |
| 3         | Olena Antonova            | Ukraina      | 60.79 | 62.16 | x     | 60.50 | 62.59 | 62.34 | 62.59    | SB         |
| 4         | Song Aimin                | Kina         | 56.41 | 59.55 | 62.17 | 61.75 | 62.20 | 60.51 | 62.20    |            |
| 5         | Věra Pospíšilová-Cechlová | Tjeckien     | x     | 61.08 | x     | 58.74 | 61.75 | 61.66 | 61.75    |            |
| 6         | Jelina Zverava            | Belarus      | 60.43 | 60.10 | x     | x     | 60.34 | 60.82 | 60.82    |            |
| 7         | Yanfeng Li                | Kina         | 60.68 | x     | 59.72 | x     | x     | 60.62 | 60.68    |            |
| 8         | Mélina Robert-Michon      | Frankrike    | 60.49 | x     | x     | x     | 60.66 | 60.45 | 60.66    |            |
|           |                           |              |       |       |       |       |       |       |          |            |
| 9         | Dani Samuels              | Australien   | 57.14 | x     | 60.15 |       |       |       | 60.15    |            |
| 10        | Aretha Thurmond           | USA          | 56.72 | 59.80 | 57.99 |       |       |       | 59.80    |            |
| 11        | Iryna Jattjanka           | Belarus      | x     | x     | 59.27 |       |       |       | 59.27    |            |
| 12        | Nicoleta Grasu            | Rumänien     | 58.63 | x     | x     |       |       |       | 58.63    |            |

 VR - Världsrekord / =SB - Tangerat säsongsbästa / PB - Personbästa / SB - Säsongsbästa